# Question Mark and the Mysterians
Question Mark and the Mysterians, aussi écrit ? and the Mysterians, est un groupe américain de garage rock, originaire de Bay City, dans le Michigan. Formé en 1962, le groupe est principalement connu pour le titre 96 Tears, un classique du garage rock qui se classe premier du Billboard en 1966.

## Biographie
Les membres sont enfants d'immigrés mexicains installés dans le Michigan. Le premier trio, qui se compose de Larry Borjas (guitare), Robert Martinez (batterie), et Bobby Balderrama (guitare solo), se rencontrent et, avec une passion commune pour le surf rock dans la veine de Link Wray et Duane Eddy, forment un groupe en 1962. Le groupe joue localement avec la même formation jusqu'à l'émergence de la British Invasion. Certains cousins d'un membre les présentent à Question Mark, connu pour son talent de danseur. « ? » devient rapidement la force créative du groupe, et ils commencent à jouer un mélange de rock and roll et pop rock. Pour correspondre à leur nouvelle formation, ils se rebaptisent ? and The Mysterians, nom inspiré du film de science fiction The Mysterians. Avec l'arrivée du claviériste Frank Rodriguez, membre d'un autre groupe local appelé Trespassers, leur style musical prend un tournant à commencer par la sortie de leur premier album, 96 Tears, en 1966.
En février 1966, le groupe auditionne pour un label indépendant, ce qui aboutit aux démos Are You For Real? et I'll Be Back, ultérieurement publiées dans l'album More Action.
Le 24 février 2011, l'ex-batteur Eddie Serrato meurt d'une crise cardiaque à 65 ans. En octobre 2017, le guitariste Robert Balderrama est diagnostiqué d'un cancer de la prostate

## Discographie

### Albums studio
- 1966 : 96 Tears (Cameo Parkway)
- 1967 : Action (Cameo Parkway)
- 1997 : Featuring 96 Tears (Collectables)
- 1999 : More Action (Cavestomp)
- 2001 : Feel It! The Very Best of (Varese Sarabande)

### Singles
- 96 Tears / Midnight Hour (1966, Cameo-Parkway) (#1)
- I Need Somebody / '8' Teen (1966, Cameo-Parkway) (#22)
- Can't Get Enough Of You Baby / Smokes (1967, Cameo-Parkway)(#56)
- Girl (You Captivate Me) / Got To (1967, Cameo-Parkway) (#98)
- Do Something To Me / Love Me Baby (1968, Cameo-Parkway) (#110)
- Make You Mine / I Love You Baby (1968, Capitol Records)
- Ain't It A Shame / Turn Around Baby (1969, Tangerine Records)
- Talk Is Cheap / She Goes To Church On Sunday (1972, Chicory Records)
- Not 'N Groovin' / Funky Lady (1973, Luv Records)

### Compilations
- 96 Tears: 30 Original Recordings (1995, Campark Allemagne, 1966-1969)
- The Best Of 1966-1967 (2005, Cameo Parkway/Abcko)